# Andrzej Romanowski (zm. 1649)
Andrzej Romanowski herbu Bożawola (ur. II poł. XVI w., zm. 24 lutego 1649 r.) – podsędek bełski.
Pochodził ze średniozamożnej rodziny osiadłej od XV wieku na Rusi Czerwonej.
20 lutego 1640 r. został wybrany na podsędka bełskiego. Piastował swój urząd do śmierci. Po nim nowym podsędkiem został Aleksander Komorowski.
Żoną Romanowskiego była Elżbieta Światopełk-Zawadzka herbu Lis, córka Jerzego i Katarzyny z Lipskich, właścicieli Rzeplina i Horodyłowa. Wujem jej matki był Andrzej Lipski (1572–1631), biskup krakowski, książę siewierski, kanclerz wielki koronny.
Andrzej Romanowski zapoczątkował karierę rodu Romanowskich.